# COSMIC☆HUMAN
「COSMIC☆HUMAN」（コズミック・ヒューマン）は、Hey! Say! JUMPの楽曲。23作目のシングルとして、2018年8月1日にジェイ・ストームから発売。

## 概要
- 前作「マエヲムケ」から、約6ヶ月及び平成の時代に発売された最後のシングルとなる。

- 初回限定盤1・2、通常盤の3形態で発売となり、それぞれ収録曲・ジャケット写真ともに異なる。

- 表題曲は、メンバーの伊野尾慧主演 日本テレビ系シンドラ『トーキョーエイリアンブラザーズ』の主題歌である[1]。

- また、初回限定盤2に収録されているカップリング曲「やんちゃなヒーロー」はHey!Say!7が歌っており、NHK Eテレ アニメ「忍たま乱太郎」の24代目エンディングテーマである。

- 初回限定盤1・2には、オリジナル・カラオケ1曲を収録。

- 初回限定盤1には、表題曲のビデオクリップ+メイキングとカップリング曲「Go My Way」を収録。

- 初回限定盤2には、「やんちゃなヒーロー」のビデオクリップ+メイキングを収録。

- 通常盤には、カップリング曲「SWEET or HOT ?」「ルーレット」「Draw My Life !」とオリジナル・カラオケ4曲を収録。

- 2018年6月24日に、メンバーの岡本圭人が2年間の留学に伴い、8月末をもって活動休止する事を発表[2][3]。その後、俳優活動への専念のため2021年4月11日付でグループを脱退することとなり[4][5]、9人体制でのCD作品は今作が最後となった。

## 予約先着特典

### 通常盤
1. COSMIC☆JUMPLANET ～JUMP は丸かった～ ステッカーシート(A4サイズ)

## 封入特典

### 初回限定盤1
1. 歌詞ブックレット(16P)

### 初回限定盤2
1. 歌詞ブックレット(24P)

## 収録曲

### CD

#### 通常盤
1. COSMIC☆HUMAN
作詞:Trevor Ingram, May Wonder/作曲:SAMDELL, Trevor Ingram/編曲:遠藤ナオキ
  - 伊野尾慧主演 日本テレビ系シンドラ「トーキョーエイリアンブラザーズ」主題歌
2. SWEET or HOT ?
作詞:MIZUE/作曲:Simon Janlov, Kaede/編曲:鈴木雅也
3. ルーレット
作詞:KOUDAI IWATSUBO/作曲:SMDYUK, KOUDAI IWATSUBO/編曲:石塚知生
4. Draw My Life !
作詞・作曲・編曲:城戸紘志
5. COSMIC☆HUMAN（オリジナル・カラオケ）
6. SWEET or HOT ?（オリジナル・カラオケ）
7. ルーレット（オリジナル・カラオケ）
8. Draw My Life !（オリジナル・カラオケ）

#### 初回限定盤1
1. COSMIC☆HUMAN
2. Go My Way
作詞:HIKARI/作曲:HIKARI, Takarot/編曲:Takarot
3. Go My Way（オリジナル・カラオケ）

#### 初回限定盤2
1. COSMIC☆HUMAN
2. やんちゃなヒーロー - Hey! Say! 7
作詞:松井五郎/作曲:馬飼野康二/編曲:佐々木博史
  - NHK Eテレ アニメ「忍たま乱太郎」新エンディングテーマ
3. やんちゃなヒーロー（オリジナル・カラオケ）

### DVD

#### 初回限定盤1
1. 「COSMIC☆HUMAN」ビデオ・クリップ+メイキング

#### 初回限定盤2
1. 「やんちゃなヒーロー」ビデオ・クリップ+メイキング - Hey! Say! 7